# Pyeongeun-myeon
Pyeongeun-myeon (koreanska: 평은면) är en socken i den centrala delen av Sydkorea, 180 km sydost om huvudstaden Seoul. Den ligger i stadskommunen Yeongju i provinsen Norra Gyeongsang. 